# Marrone di Castel del Rio
Marrone di Castel del Rio (IGP) è un prodotto ortofrutticolo italiano a Indicazione geografica protetta. Il marrone è una coltivazione tipica della zona da più di 500 anni.
È celebrato in una sagra paesana che si svolge tutti i fine settimana di ottobre a Castel del Rio.

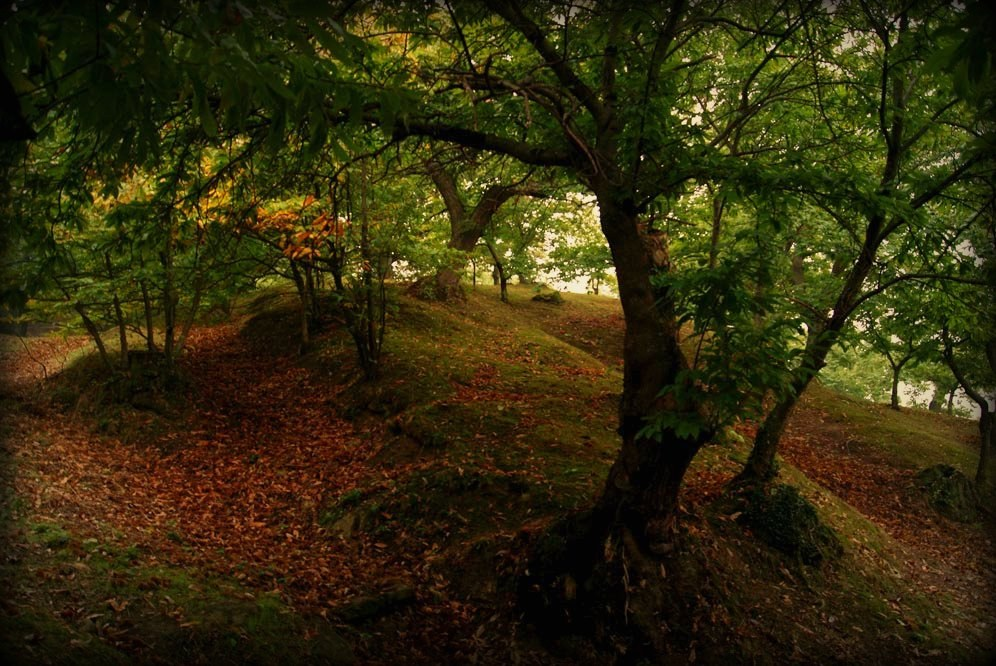
Castagneto di Castel del Rio